# Saint-Laurent-de-la-Plaine
Saint-Laurent-de-la-Plaine ([sɛ̃ loˈʁɑ̃ də la plɛn] ) ist eine Ortschaft und ehemalige französische Gemeinde mit 1570 Einwohnern (Stand: 1. Januar 2022) im Département Maine-et-Loire in der Region Pays de la Loire. Sie gehörte zum Arrondissement Cholet. Die Einwohner werden Planilaurentais und Planilaurentaises genannt.
Der Erlass des Präfekten vom 5. Oktober 2015 legte mit Wirkung zum 15. Dezember 2015 die Eingliederung von Saint-Laurent-de-la-Plaine als Commune déléguée zusammen mit den früheren Gemeinden La Pommeraye, Beausse, Botz-en-Mauges, Bourgneuf-en-Mauges, La Chapelle-Saint-Florent, Le Marillais, Le Mesnil-en-Vallée, Montjean-sur-Loire, Saint-Florent-le-Vieil sowie Saint-Laurent-du-Mottay zur Commune nouvelle Mauges-sur-Loire fest.

## Geografie

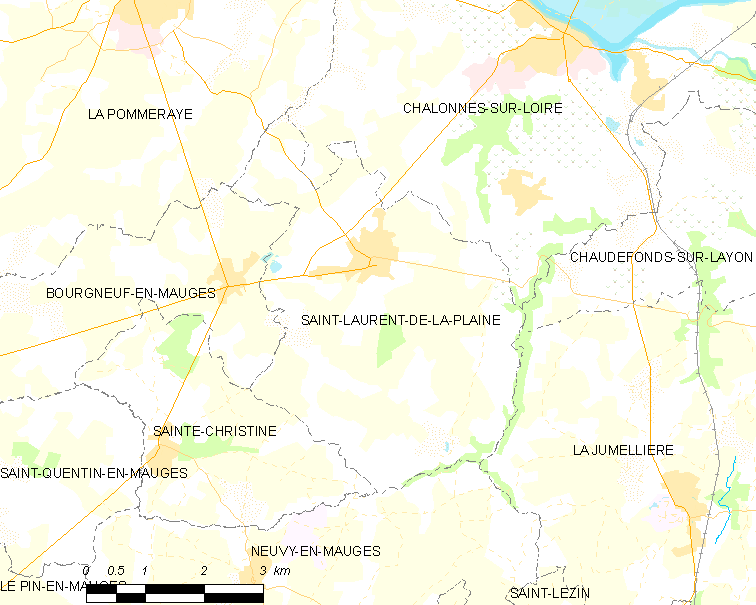
Karte von Saint-Laurent-de-la-Plaine

Saint-Laurent-de-la-Plaine liegt etwa 26 Kilometer südwestlich von Angers, etwa 29 Kilometer nordnordöstlich von Cholet und etwa 58 Kilometer ostnordöstlich von Nantes in der Région naturelle der Mauges, Teil der historischen Provinz des Anjou.
Das Ortsgebiet befindet sich im Einzugsgebiet der Loire und wird entwässert vom Flüsschen Jeu, das es im Osten und Süden begrenzt, von seinem Nebenfluss, dem Juret, sowie von kleineren Fließgewässern. Das Ortsareal liegt auf einer Hochebene mit Hügeln über 100 m Höhe, das vom Jeu tief eingeschnitten wird. Das Ortszentrum liegt dabei auf etwa 80 m Höhe. Der tiefste Punkt wird mit 29 m beim Austritt des Jeu aus dem Ortsgebiet gemessen.
Umgeben wird Saint-Laurent-de-la-Plaine von drei Nachbargemeinden und zwei Communes déléguées von Mauges-sur-Loire:
| La Pommeraye (Mauges-sur-Loire)        |                                             | Chalonnes-sur-Loire   |
| Bourgneuf-en-Mauges (Mauges-sur-Loire) | Kompassrose, die auf Nachbargemeinden zeigt | Chaudefonds-sur-Layon |
|                                        | Chemillé-en-Anjou                           |                       |

## Geschichte
Frühere Form des Ortsnamens war Sanctus Laurentius de Plana (1517 und 1676).
Es existieren keine Dokumente über den Ursprung der Pfarrgemeinde, jedoch gilt es als möglich, dass er auf das Ende des 10. Jahrhunderts zurückgeht. Wie alle umliegenden Gemeinden war sie zunächst Teil des Territoriums der Abtei Saint-Florent. Im 13. Jahrhundert wurde sie dem Dekanat der Mauges und dem Archidiakonat Outre-Loire angegliedert. Der Pfarrer wurde vom Bischof von Angers nominiert. 1416 wurde Jean Caillé, Seigneur von Le Pineau, als Lehnsherr genannt. Am Ende des 18. Jahrhunderts gehörte die Pfarrgemeinde zur Élection und Gerichtsbarkeit von Angers sowie zum Einzugsgebiet der Gabelle von Ingrandes.
Zu Beginn der religiösen Verfolgungen aufgrund der Einführung der Zivilverfassung des Klerus gab es Prozessionen aus dem gesamten Umgebung zur Kapelle Notre-Dame-de-Charité, die am 29. August 1791 von Einheiten der Garde nationale zerstört wurde. Der Bürgermeister von Saint-Laurent nahm am 8. Mai an der geheimen Versammlung der Bürgermeister in La Poitevinière teil. Saint-Laurent nahm am Aufstands der Vendée, dem Kampf der royalistisch-katholisch gesinnten Landbevölkerung gegen Repräsentanten und Truppen der Ersten Französischen Republik teil, indem die Pfarrgemeinde ein Kontingent zur katholischen und königlich gesinnten Armee beitrug. Das Dorfzentrum wurde am 27. Januar 1794 durch General Moulin und seine 6. Höllenkolonne gebrandschatzt. Drei oder vier Häuser blieben verschont, von der Kirche blieben allerdings nur Außenmauern. Zehlreiche Personen wurden von den republikanischen Truppen ermordet.
Im Rahmen des kurzen Restaurationsversuchs der Herzogin von Berry versammelten sich 1832 zahlreiche junge Leute, während andere sich versteckten, um nicht der Julimonarchie zu diesen. Im Weiler Plessis-Beuvereau wurde 1832 ein großes Waffendepot gefunden.
Die Gemeinde Bourgneuf-en-Mauges wurde per Dekret vom 17. Mai 1867 aus Teilen der Gebiete von La Pommeraye und Saint-Laurent-de-la-Plaine gegründet.

## Bevölkerung
| Saint-Laurent-de-la-Plaine: Einwohnerzahlen von 1793 bis 2020                                                              | Saint-Laurent-de-la-Plaine: Einwohnerzahlen von 1793 bis 2020 | Saint-Laurent-de-la-Plaine: Einwohnerzahlen von 1793 bis 2020 | Saint-Laurent-de-la-Plaine: Einwohnerzahlen von 1793 bis 2020 | Saint-Laurent-de-la-Plaine: Einwohnerzahlen von 1793 bis 2020 |
| --- | ------------------------------------------------------------- | ------------------------------------------------------------- | ------------------------------------------------------------- | ------------------------------------------------------------- |
| Jahr |                                                               |                                                               |                                                               | Einwohner                                                     |
| 1793 | 1793                                                          |                                                               | 1.300                                                         | 1.300                                                         |
| 1800 | 1800                                                          |                                                               | 656                                                           | 656                                                           |
| 1806 | 1806                                                          |                                                               | 1.002                                                         | 1.002                                                         |
| 1821 | 1821                                                          |                                                               | 1.414                                                         | 1.414                                                         |
| 1831 | 1831                                                          |                                                               | 1.497                                                         | 1.497                                                         |
| 1836 | 1836                                                          |                                                               | 1.533                                                         | 1.533                                                         |
| 1841 | 1841                                                          |                                                               | 1.593                                                         | 1.593                                                         |
| 1846 | 1846                                                          |                                                               | 1.598                                                         | 1.598                                                         |
| 1851 | 1851                                                          |                                                               | 1.711                                                         | 1.711                                                         |
| 1856 | 1856                                                          |                                                               | 1.777                                                         | 1.777                                                         |
| 1861 | 1861                                                          |                                                               | 1.729                                                         | 1.729                                                         |
| 1866 | 1866                                                          |                                                               | 1.225                                                         | 1.225                                                         |
| 1872 | 1872                                                          |                                                               | 1.167                                                         | 1.167                                                         |
| 1876 | 1876                                                          |                                                               | 1.121                                                         | 1.121                                                         |
| 1881 | 1881                                                          |                                                               | 1.108                                                         | 1.108                                                         |
| 1886 | 1886                                                          |                                                               | 1.060                                                         | 1.060                                                         |
| 1891 | 1891                                                          |                                                               | 1.035                                                         | 1.035                                                         |
| 1896 | 1896                                                          |                                                               | 1.038                                                         | 1.038                                                         |
| 1901 | 1901                                                          |                                                               | 1.032                                                         | 1.032                                                         |
| 1906 | 1906                                                          |                                                               | 1.026                                                         | 1.026                                                         |
| 1911 | 1911                                                          |                                                               | 1.020                                                         | 1.020                                                         |
| 1921 | 1921                                                          |                                                               | 928                                                           | 928                                                           |
| 1926 | 1926                                                          |                                                               | 925                                                           | 925                                                           |
| 1931 | 1931                                                          |                                                               | 923                                                           | 923                                                           |
| 1936 | 1936                                                          |                                                               | 962                                                           | 962                                                           |
| 1946 | 1946                                                          |                                                               | 915                                                           | 915                                                           |
| 1954 | 1954                                                          |                                                               | 927                                                           | 927                                                           |
| 1962 | 1962                                                          |                                                               | 1.027                                                         | 1.027                                                         |
| 1968 | 1968                                                          |                                                               | 1.060                                                         | 1.060                                                         |
| 1975 | 1975                                                          |                                                               | 1.101                                                         | 1.101                                                         |
| 1982 | 1982                                                          |                                                               | 1.203                                                         | 1.203                                                         |
| 1990 | 1990                                                          |                                                               | 1.387                                                         | 1.387                                                         |
| 1999 | 1999                                                          |                                                               | 1.538                                                         | 1.538                                                         |
| 2006 | 2006                                                          |                                                               | 1.656                                                         | 1.656                                                         |
| 2013 | 2013                                                          |                                                               | 1.710                                                         | 1.710                                                         |
| 2020 | 2020                                                          |                                                               | 1.566                                                         | 1.566                                                         |
| Quelle(n): EHESS/Cassini bis 1999, INSEE ab 2006 Anmerkung(en): Ab 1962 offizielle Zahlen ohne Einwohner mit Zweitwohnsitz |                                                               |                                                               |                                                               |                                                               |

Der signifikante Bevölkerungsrückgang zwischen 1793 und 1800 ist den Ereignissen des Aufstands der Vendée geschuldet.

## Sehenswürdigkeiten

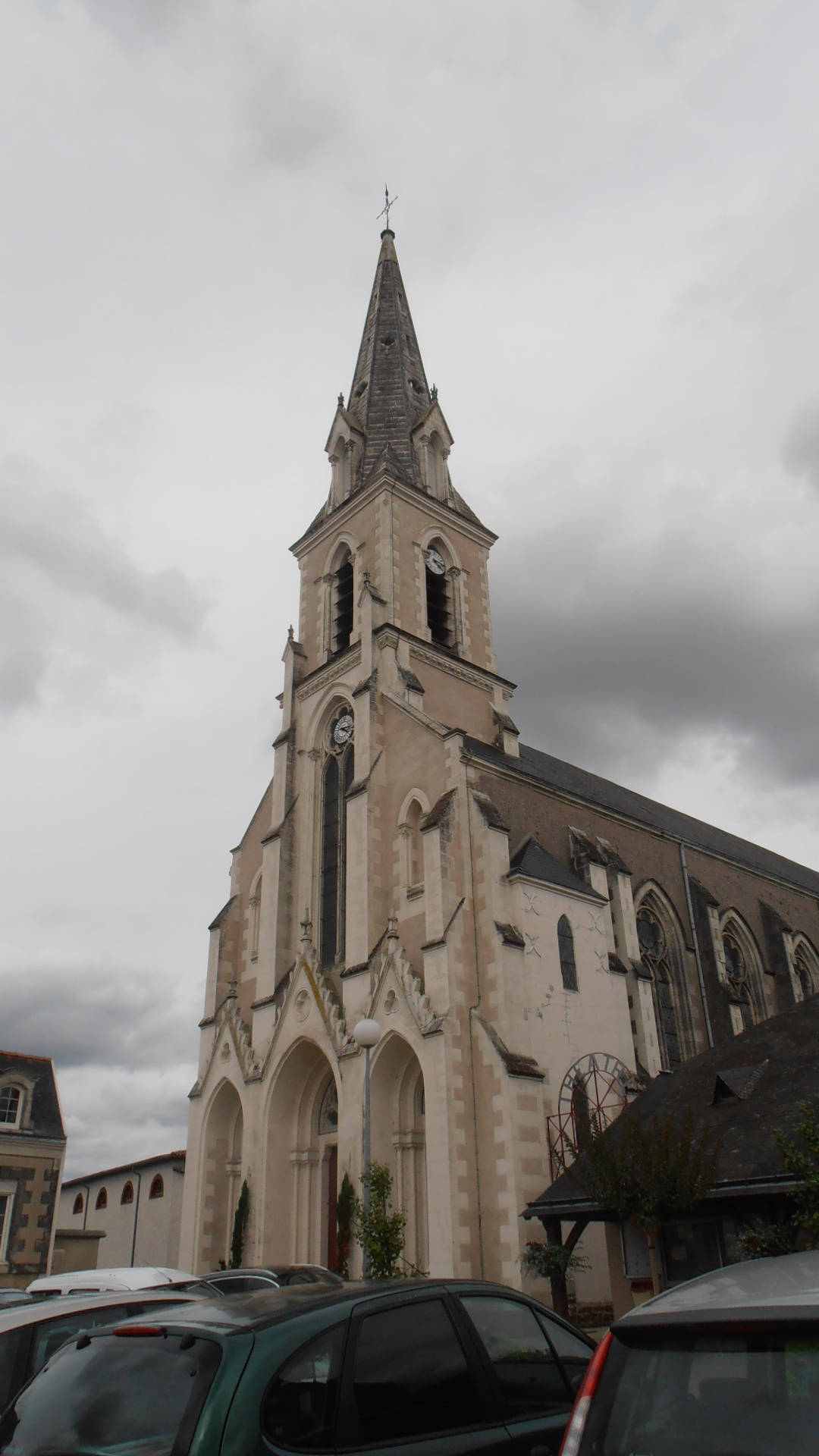
Kirche Saint-Laurent
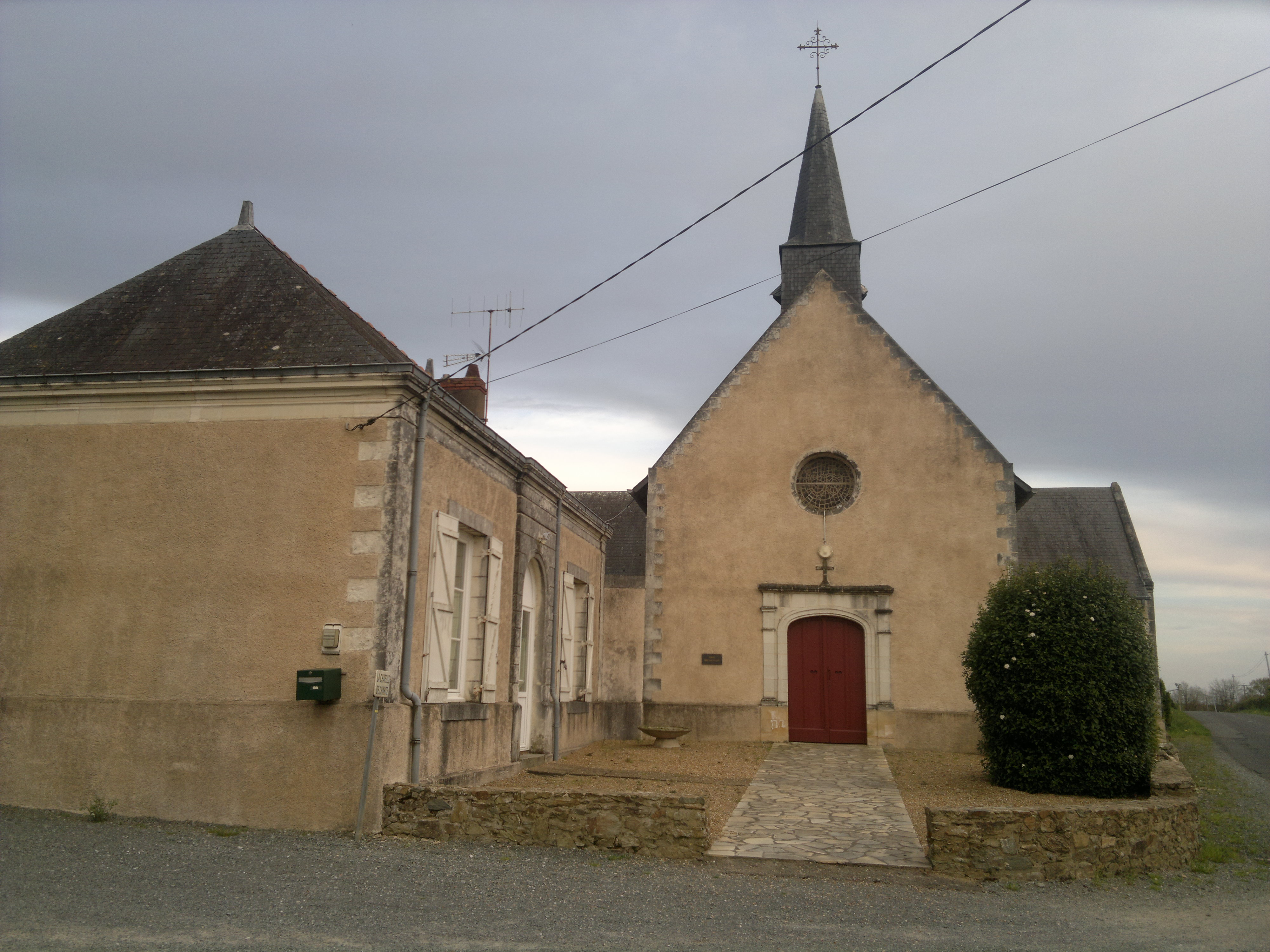
Kapelle Notre-Dame-de-Charité, im 19. Jahrhundert neu gebaut
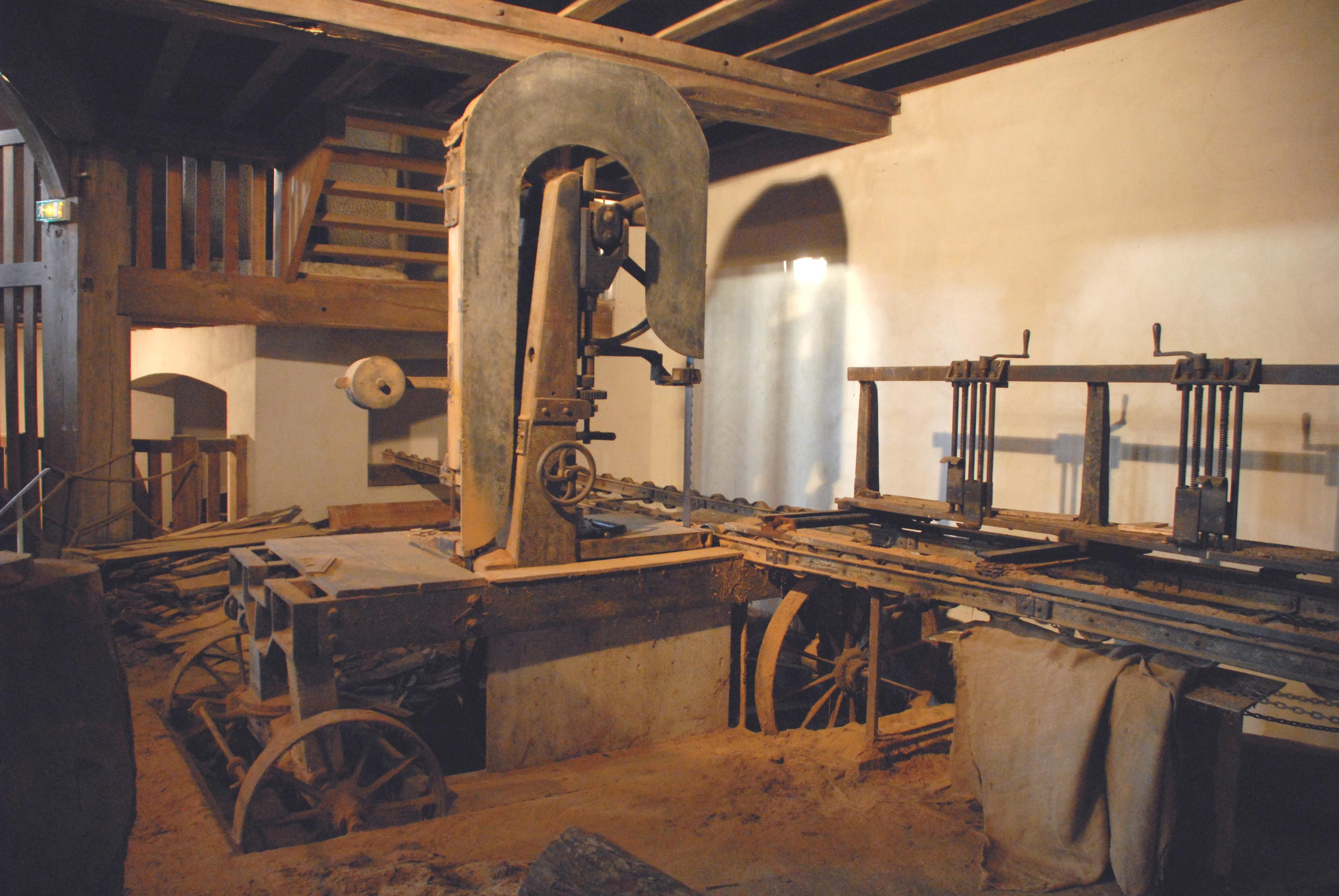
Landwirtschaftliche Werkzeuge im Gewerbemuseum

- Herrenhaus, genannt Schloss Le Pineau, aus dem 16. Jahrhundert
- Herrenhaus, genannt Schloss Le Plessis-Beuvreau, aus dem 16. Jahrhundert
- Herrenhaus, genannt Schloss Le Plessis-Raymond, vermutlich aus dem 13. und 15. Jahrhundert
- Gewerbemuseum

- Kirche Saint-Laurent
- Kapelle Notre-Dame-de-Charité
- Landwirtschaftliche Werkzeuge im Gewerbemuseum